# Syrphus torvus
Syrphus torvus (лат.) — вид мух-журчалок из подсемейства Syrphinae.

## Внешнее строение
Длина тела имаго 10—13 мм. Лоб жёлтый и чёрный, отчасти покрыт пыльцой. У некоторых экземпляров лицо может быть жёлтое с черными щеками. У самцов глаза покрыты густыми волосками, у самок волоски на глазах редкие. Волоски обычно равны половине диаметра фасетки. У самцов глаза над усиками соприкасаются, у самок разделены лбом. Бёдра задних ног чёрные от основания на 2/3 или 3/4 своей длины. Третий и четвёртый тергиты брюшка с целой жёлтой поперечной полосой.

## Биология
Обитает в хвойных и лиственных лесах, пригородных садах и в городских парках. Самцы парят на высоте 2—5 м вдоль лесных тропинок. Мухи посещают цветки черемши, астры, маргаритки многолетней, репы, самшита, калужницы, бодяка полевого, боярышника, молочая, крушины ломкой, глаукса, плюща, ястребинки, кислицы, тёрна, лютика, шиповника, ежевики, малины, ивы, якобеи обыкновенной, рябины, одуванчика, мать-и-мачехи. Период лёта с марта по октябрь. Личинки встречаются на деревьях и кустарниках, питаются тлёй. Развитие от яйца до имаго длится от 24 до 40 дней, в зависимости от температуры и количества корма. Личинка в течение жизни съедает в среднем 242 тли. В год, вероятно, развивается несколько поколений, в зависимости от питания и погодных условий. Зимуют личинки среди опавших листьев в лесной подстилке.

## Распространение
Вид встречается в Палеарктике, Неарктике и Ориентальной области.